# Штренгельбах
Штренгельбах (нім. Strengelbach) — громада  в Швейцарії в кантоні Ааргау, округ Цофінген.

## Географія
Громада розташована на відстані близько 55 км на північний схід від Берна, 16 км на південний захід від Аарау.
Штренгельбах має площу 6 км², з яких на 22,8% дозволяється будівництво (житлове та будівництво доріг), 31,6% використовуються в сільськогосподарських цілях, 44,8% зайнято лісами, 0,8% не є продуктивними (річки, льодовики або гори).

## Демографія
2019 року в громаді мешкало 4870 осіб (+7% порівняно з 2010 роком), іноземців було 27,3%. Густота населення становила 808 осіб/км².
За віковим діапазоном населення розподілялося таким чином: 19,8% — особи молодші 20 років, 60,5% — особи у віці 20—64 років, 19,7% — особи у віці 65 років та старші. Було 2163 помешкань (у середньому 2,2 особи в помешканні).
Із загальної кількості 1419 працюючих 27 було зайнятих в первинному секторі, 357 — в обробній промисловості, 1035 — в галузі послуг.